# シェッド・セヴン
シェッド・セヴン（Shed Seven）は、イングランド・ヨーク出身のロック・バンドである。
1990年に結成。ザ・スミスやローリング・ストーンズなどの影響を受けたストレートなロックを特徴としており、ブリットポップの一角を担うバンドとして活躍した。2003年にいったん解散したが、2007年に再結成している。

## 略歴
1990年代半ばのブリットポップの本格的なブーム到来前から活動を開始し、デビュー当時は同期のオアシスのライバルとも目されていた。
1994年にファースト・アルバム『チェンジ・ギヴァー』を発表、全英トップ20入りを果たす。1996年発表のセカンド・アルバム『マキシマム・ハイ』はイギリス国内で25万枚を売り上げるヒットとなった。またこの年だけで、「チェイシング・レインボウズ」など6枚ものシングルを全英トップ30に送り込むなど、イギリス国内での人気バンドとしての地位を確立した。1998年、サード・アルバム『レット・イット・ライド』を発表、再び全英トップテン入りを果たす。
1999年にベスト・アルバム『ゴーイング・フォー・ゴールド～グレイテスト・ヒッツ』を発表後、バンドはポリドール・レコードを離れ、ギタリストのポール・バンクスが脱退。後任には、ポール加入前のギタリストだったジョー・ジョンソンとキーボード担当のフレイザー・スミスが加入。2001年、インディー・レーベルから4枚目のアルバム『Truth Be Told』を発表するも、商業的には失敗に終わる。その後、契約したレーベルからも、5枚目のアルバムのリリースを拒否されたことから、2003年に解散を発表。
解散後、メンバーはそれぞれソロ活動を行っていたが、2007年に一回限りの再結成ツアーを敢行すると発表（ギタリストのポール・バンクスも復帰）。ツアーはおおむねソールド・アウトするなど人気が復活し、その後のブリットポップ・バンドの再結成ブームの先陣を切る形となった。以降も毎年のようにツアーやフェスへの出演を行っていたが、その間も一切新曲は発表していなかった。
しかし、2017年に16年ぶりとなるニュー・アルバム『Instant Pleasures』を、メジャー・レーベルからリリースすることを発表。プロデューサーにはキリング・ジョークのユースを起用、ブリットポップ全盛期を彷彿とさせる充実作となり、キャリア史上最高位となる全英8位を記録した。アルバム発表後にはキャストをゲストに迎えた全英ツアーを行い、総計5万枚ものチケットが売れたという。

## トリビア
オアシス、ブルートーンズ、スーパーグラス、アッシュ、ステレオフォニックス、マンサン、キャスト、ドッジーなど、多くのバンドがシェッド・セヴンのオープニングアクトを務めた後、ブレイクしている。

## ディスコグラフィ

### スタジオ・アルバム
- 『チェンジ・ギヴァー』 - Change Giver (1994年、Polydor)[1] ※全英 16位[2]
- 『マキシマム・ハイ』 - A Maximum High (1996年、Polydor) ※全英 8位
- 『レット・イット・ライド』 - Let It Ride (1998年、Polydor) ※全英 9位
- Truth Be Told (2001年、Artful) ※全英 42位
- Instant Pleasures (2017年、BMG) ※全英 8位
- 『ア・マター・オブ・タイム』 - A Matter of Time (2024年、Cooking Vinyl) ※全英 1位
- 『リキッド・ゴールド』 - Liquid Gold (2024年、Cooking Vinyl) ※全英 1位

### ライブ・アルバム
- Where Have You Been Tonight? Live (2003年) ※全英 113位
- Live at the BBC (2007年)
- See Youse at The Barras: Live in Concert (2009年)
- Live at Leeds 2007 (2009年)
- Another Night, Another Town (2020年) ※全英 31位

### コンピレーション・アルバム
- 『ゴーイング・フォー・ゴールド～グレイテスト・ヒッツ』 - Going for Gold: The Greatest Hits (1999年) ※全英 7位
- The Collection (2004年)
- 『ワン・ハンド・クラッピング』 - One Hand Clapping: The Unreleased Demos 2001–2003 (2005年) ※未発表5枚目のアルバムのデモ音源集
- The Singles Collection (2008年)